# Jens Mahlstedt
Jens Mahlstedt (* Juli 1964 in Bremen) ist ein deutscher Techno-DJ, Musikproduzent und Remix-Künstler.

## Biografie
Mahlstedt begann seine DJ-Karriere 1987 im Berliner Club Beehive. Durch die Organisatoren gelangte er auch nach Hamburg und wurde für längere Zeit Resident-DJ im Opera House. Ab 1989 trat er auch regelmäßig in seiner Heimatstadt Bremen auf und veranstaltete dort zusammen mit Steve Bug seit 1993 einmal im Monat den T-Dance in der Disco Modernes. In Bremen begann Mahlstedt auch seine regelmäßige Kompositionsarbeit für das Theater: Was ihr wollt von William Shakespeare im Bremer Schauspielhaus bekam 1990 eine aktualisierte Bühnenmusik.
Bei Mahlstedts Auftritt auf der Loveparade 1992 lernte er den Produzenten Gerret Frerichs (Humate) kennen, der ihm seine Mithilfe bei Eigenproduktionen anbot. Bei der folgenden jahrelangen Zusammenarbeit entstand neben vielen anderen Produktionen die unter dem Namen Jens veröffentlichte Single Loops & Tings, dessen Titelsong im Fruit Loop Remix zu einem der größten Hard-Trance-Hits aus dem deutschen Raum wurde. Inzwischen existieren mehr als 40 Remix-Versionen dieses Stücks. Ab 1994 mixte Jens Mahlstedt die Bonus-CDs der ersten fünf Ausgaben der Trance Nation-Compilation-Serie. Auch Remix-Arbeiten für Lazonby, Yello, Josh Wink u. a. folgten. 1995 zog er nach London. Im folgenden Jahr erhielt er den Auftrag, zusammen mit Thomas Schumacher die Musik für eine Neuinszenierung von Shakespeares Hamlet zu realisieren. Anfang 1998 produzierte Mahlstedt eine neue Version der Musik von Clockwork Orange für die Theater-Neuinszenierung von András Fricsay für das Staatsschauspiel Dresden.
1998 erschien sein erstes Album (Monkey Island). Seither produzierte er auch für Steve Masons Label Experience Grooves. Mit Mason veröffentlicht er Musik auch unter den Pseudonymen 2 Bald Men (dt. zwei glatzköpfige Männer) sowie Sly Fidelity & Clubfoot. 2000 remixte er My Fair Lady am St.-Pauli-Theater in Hamburg. Schillers Don Carlos bekam 2004 einen Mahlstedt-Soundtrack und lief danach drei Spielzeiten am Staatstheater Wiesbaden.
Inzwischen lebt Mahlstedt wieder in Norddeutschland. Er produziert regelmäßig Musik für das Theater, etwa für Shakespeares Der Sturm, der 2005 am Staatstheater Wiesbaden aufgeführt wurde, und Dürrenmatts Die Physiker 2005 am Deutschen Theater Berlin. Carlo Goldonis Sommerfrische (Regie Thomas Klenk) lief im Sommer 2014 auf den Gandersheimer Domfestspielen. 2016 entstanden Musiken für die Uraufführung von Karsten Laskes Terrorkind, Regie Tim Stefaniak (Würzburg) sowie Die kleine Hexe, Regie Ulrich Cyran (Alzenau).
Mahlstedt unterrichtet seit 2007 Musik für experimentelle Modenschauen an der Fakultät Medien, Information und Design der Hochschule Hannover. Ergebnisse dieser Tätigkeit waren Inszenierungen für das Kunstmuseum Celle 2007 und das Museum August Kestner in Hannover 2008, der jährliche Modepreis Hannover seit 2009, Light On Hannover im Neuen Rathaus Hannover 2011, Restlos in der Vertretung des Landes Niedersachsen in Berlin 2012 sowie 2013, Nach Neuem Trachten im Schloss Bückeburg und Anglomaniacs & Union Jackets im Niedersächsischen Landesmuseum Hannover 2014. Nach Neuem Trachten wurde 2015 auf der Berlin Fashion Week sowie der Expo 2015 in Mailand gezeigt.

## Belege
1. ↑  Chartquellen: UK1 UK2 NL